# Delhina eurybrachydoides
Delhina eurybrachydoides är en insektsart som beskrevs av William Lucas Distant 1912. Delhina eurybrachydoides ingår i släktet Delhina och familjen sköldstritar. Inga underarter finns listade i Catalogue of Life.